# Municipio de Excel
El municipio de Excel (en inglés: Excel Township) es un municipio ubicado en el condado de Marshall en el estado estadounidense de Minnesota. En el año 2010 tenía una población de 300 habitantes y una densidad poblacional de 2,47 personas por km².

## Geografía
El municipio de Excel se encuentra ubicado en las coordenadas 48°13′45″N 96°10′22″O / 48.22917, -96.17278. Según la Oficina del Censo de los Estados Unidos, el municipio tiene una superficie total de 121.23 km², de la cual 121,23 km² corresponden a tierra firme y (0 %) 0 km² es agua.

## Demografía
Según el censo de 2010, había 300 personas residiendo en el municipio de Excel. La densidad de población era de 2,47 hab./km². De los 300 habitantes, el municipio de Excel estaba compuesto por el 98,33 % blancos, el 0,33 % eran amerindios, el 0,33 % eran de otras razas y el 1 % eran de una mezcla de razas. Del total de la población el 2,67 % eran hispanos o latinos de cualquier raza.